# جليزا 832 c
جليزا 832 c تختصر تسميتة إلى (Gl 832 c أو GJ 832 c) هو كوكب خارج المجموعة الشمسية على بعد 16.1 سنة ضوئية (4.93 فرسخ فلكي, أو نحو 151,400,000,000,000 كم) من الأرض في كوكبة الكركي الجنوبية يدور حول قزم أحمر يسمى جليزا 832 . كوكب جليزا 832 c له مؤشر تشابه أرضي قيمتة 0.81 . وهو في المنطقة الصالحة للحياة حول النجم المستضيف. والسبب الأساسي لتصنيفة العالي هو أنة يتلقى نفس كمية التدفق الإشعاعي الذي تتلقاة الأرض من الشمس في فهرس الكواكب الخارجية الصالحة للحياة. حتى الآن، جليزا 832 c هو خامس أقرب كوكب خارج المجموعة الشمسية إلى الأرض يحتمل أن يكون صالح للحياة إلى الأرض.

## الخصائص
كوكب جليزا 832 c يدور حول نجم سطوعة نحو 3٪ ضياء شمسي تقريباً كل 36 يوماً في متوسط مسافة مدارية قدرها 0.162 (± 0.017) وحدة فلكية. كتلة جليزا 832 c تبلغ حوالي 5.2 كتلة أرضية وإذا كان لة نفس كثافة الأرض فسوف يكون نصف قطرة حوالي 1.75 نصف قطر أرضي أو ربما تكون كثافتة أعلى مع نصف قطرة أصغر. ومن المتوقع أن تكون درجة حرارتة مشابهة نسبيا للأرض، ولكنة يخضع لتقلبات كبيرة لأنة يدور حول نجمه بأنحراف عالي نسبياً، مما يجعله قريب جداً من الحافة الداخلية المتوقعة للمنطقة الصالح للحياة. ومن المتوقع أن تكون درجة حرارة التوازن في الكوكب 253 كلفن (-20 درجة مئوية)،ولكن من المتوقع أن تتراوح من 233 كلفن (-40 درجة مئوية) في الأوج إلى 280 كلفن (7 درجة مئوية) في الحضيض. ومع ذلك، وبسبب كتلتة الكبيرة فقد يكون لة جو كثيف، والذي يمكن أن يجعلة أكثر سخونة بكثير وأكثر شبهاً بكوكب الزهرة.